# Eulenturm (Loheland)

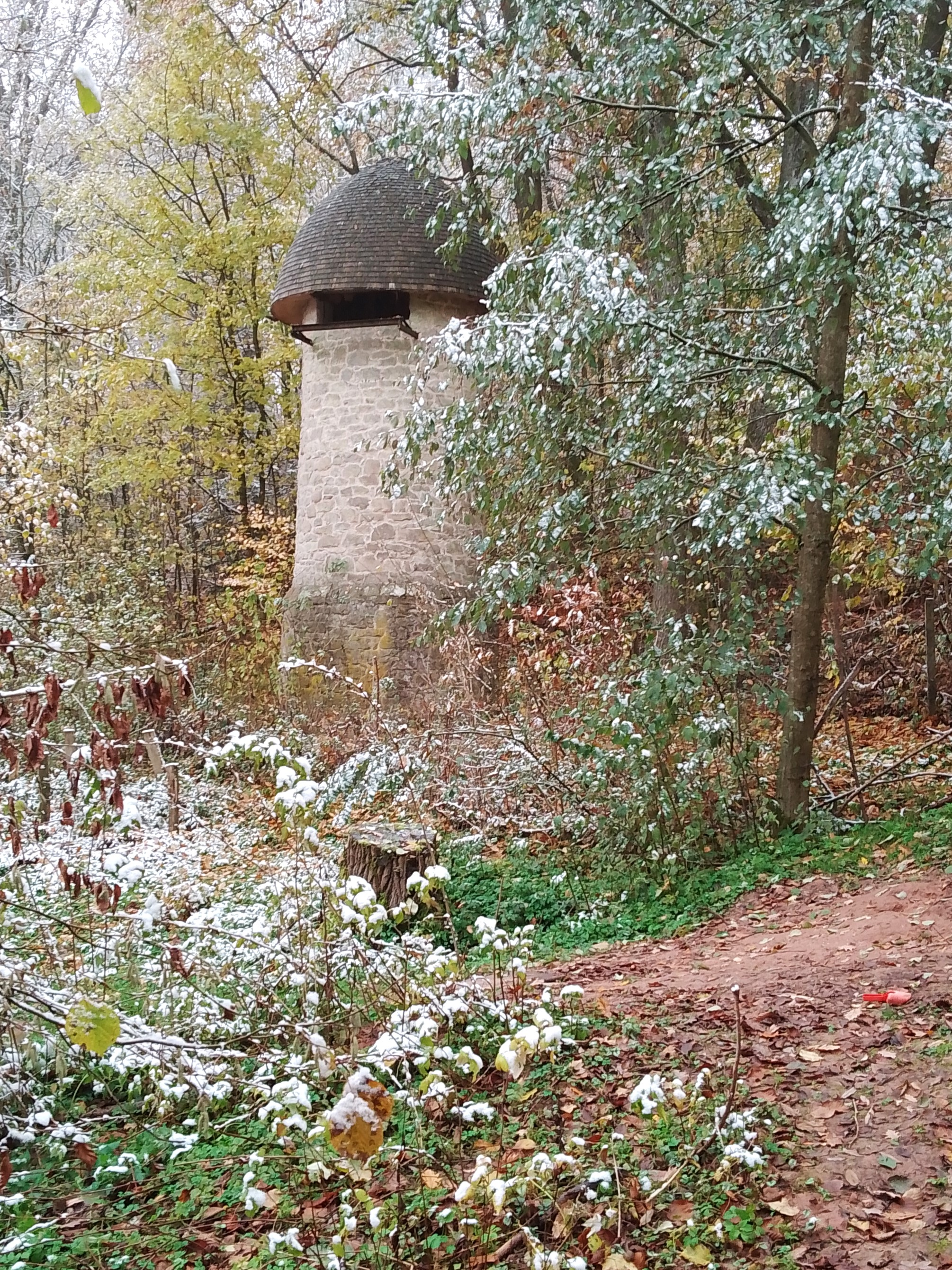
Eulenturm im November 2022

Der Eulenturm, auch Transformatorenturm genannt, wurde im Zuge der Elektrifizierung der ehemaligen Frauen-Siedlung Loheland im Jahr 1923/24 errichtet. Er ist ein Kulturdenkmal im Bereich der Gesamtanlage Loheland bei Fulda. 

## Beschreibung
Als Teil der Ortsteile Dirlos und Pilgerzell in der Gemeinde Künzell bei Fulda liegt das Gebäude heute innerhalb der Waldflächen der Siedlung Loheland. Der Bau befindet sich südöstlich des Franziskusbaus in unmittelbarer Nähe des Rundbaus. Der Architekt Hermann Mahr errichtete das Bauwerk aus hellem, regionalen Sandstein auf rundem Grundriss. Es verfügt über ein pilzförmiges, mit Holzschindeln eingedecktes Dach. Das Stahlgerüst für die früher hier befestigten Isolatoren ist noch vorhanden. Bergseitig liegt die Eingangstür aus Holz mit einem oberen Abschluss als Rundbogen.
Der Name Eulenturm stammt aus der Zeit, in der hier ein Eule genistet hat. Er wurde 2017 denkmalgerecht saniert.
Das Gebäude ist ein Kulturdenkmal gemäß § 2.1 Hessisches Denkmalschutzgesetz innerhalb der Gesamtanlage Loheland gemäß § 2.2.1 Hessischen Denkmalschutzgesetz.